# Barbados Labour Party
Barbados Labour Party (BLP) är ett politiskt parti på Barbados. Partiet leds av partiledaren Mia Mottley. Partiet grundades 1934 och har en socialdemokratisk ideologi (eller något till vänster) och hade tidigare en observatörsstatus i Socialistinternationalen.